# Aretas II
Aretas II ((arab.: حارثة, Haretat) – król Nabatejczyków od ok. 120 lub 110 do 96 p.n.e.
Nabatejczycy byli w przyjaźnie nastawieni do Hasmoneuszy z Judei z powodu wspólnego wroga, Seleucydów z Syrii. Wraz z osłabianiem się królestwa syryjskiego rósł konflikt między nimi. Historyk Józef Flawiusz podał, że ok. 100 p.n.e. król judejski Aleksander Janneusz podbił Gazę, sprzymierzoną z Nabatejczykami. Mieszkańcy tego miasta nadaremnie oczekiwali, że „przybędzie im na pomoc Aretas, król Arabów” (Dzieje XIII, 3). Po utracie Gazy Nabatejczycy byli zmuszeni do szukania innych dróg handlowych. Aretas II rozszerzył terytorium Nabatejczyków na północ, które później okazało się być bardzo rozważnym posunięciem. W walkach z Hasmoneuszami Nabatea straciła dwanaście miast od Madaby w Moabie aż po Elusę na terenie północnego Negewu.
Źródła rzymskie podają, że Aretas II posiadał 700 synów. Następcą na tronie nabatejskim został jego syn Obodas I, panujący w latach 96-85 p.n.e.